# Marisa Belli
Maria Luisa Scavoni (Roma, 12 de abril de 1933-Frosinone, 9 de diciembre de 2017), conocida como Marisa Belli, fue una actriz italiana.

## Biografía y carrera

### Inicios
Nacida en Roma, a una temprana edad Belli trabajó como secretaria en algunas compañías de producción cinematográfica. 

### Trayectoria
Tras una corta experiencia en el mundo del modelaje, Belli fue escogida por Pietro Germi para interpretar a Agrippina Solmo en la película Gelosia. Su actuación en la película logró reconocimiento de la crítica. Más adelante continuó realizando papeles similares, aunque en películas de menor importancia. A finales de 1950 Belli empezó a enfocarse en papeles para teatro y televisión, formando su propia compañía de producción en 1964.

## Muerte
El 9 de diciembre de 2017, Belli falleció en Frosinone, Italia, a los 84 años de edad.

## Filmografía selecta
- Gelosia (1953)
- María la Voz (1955)
- Suor Letizia (1956)
- Serenata a Maria (1957)
- Gli avventurieri dei tropici (1960)
- Ercole al centro della Terra (1961)
- L'onorata società (1961)
- Le prigionere dell'isola del diavolo (1962)
- Il disordine (1962)
- Avenger of the Seven Seas (1962)
- Questa specie d'amore (1972)
- Il corpo della ragassa (1979)